# Hôtel de Castries

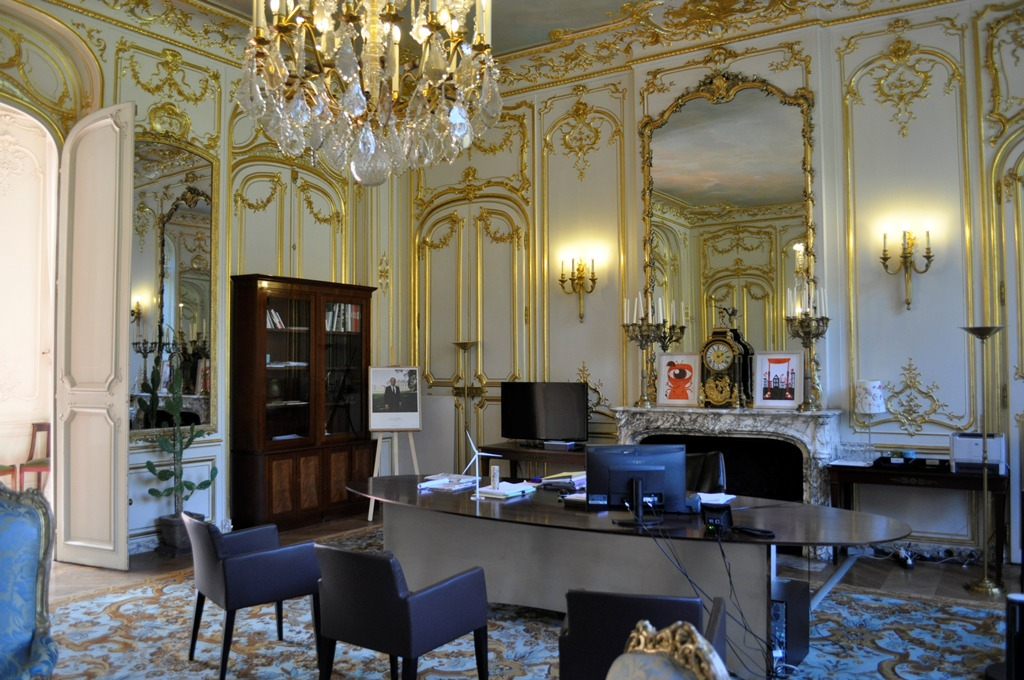
La habitación azul en 2012

El hôtel de Castries es un hôtel particulier ubicado en la rue de Varenne en el 7 distrito de París.
Data de entre finales del siglo XVII y principios del XVIII y fue profundamente transformado para el duque de Castries entre 1843 y 1863 por Joseph-Antoine Froelicher y Clément Parent.
A lo largo del tiempo, ha sido la sede de varios ministerios de la República Francesa, Agricultura, Función Pública, Ciudad, Ordenación del Territorio, Solidaridad, y desde mayo de 2017, alberga las oficinas del Ministerio de Cohesión Territorial. Desde agosto de 2022 alberga las oficinas del portavoz del ministro delegado para la Renovación Democrática, portavoz del Gobierno , Olivier Véran.

## El Hotel de Nogent
Fue construido originalmente a finales del siglo XVII por Jean Dufour, Señor de Nogent. Es una residencia típica de la época. El patio forma un cuadrado perfecto en torno al cual se disponen, en planta en U, un cuerpo central y dos alas de la misma altura, revestidas de pizarra. Cada una de las alas a su vez está perforada con un pasaje, el de la izquierda, conservado, conduce a las cocinas, el de la derecha a las cuadras.
En el ala derecha hay una antecámara y la gran escalera, un comedor, otra habitación para las caballerizas y un desván. El ala izquierda también contiene una escalera con barandilla de hierro, tres cuartos pequeños, otro vestíbulo y arriba otro desván. El cuerpo central comprende en la planta baja como en el primer piso una gran sala de estar con doble exposición y otras cuatro habitaciones.

## Los desarrollos del marqués de Castries
El 27 de septiembre de  1708, la viuda de Jean Dufour, Angélique Guyner, vendió el hotel a Joseph François de La Croix de Castries, marqués de Castries. La familia Castries lo conservó hasta finales del siglo XIX. 
Fue la herencia de su tío, el cardenal de Bonzi, arzobispo de Narbona, lo que permitió al marqués de Castries financiar esta adquisición y gastar allí otras 20 000 libras para los trabajos de embellecimiento que se llevaron a cabo de 1708 a 1714 y la ampliación del jardín.
A la muerte del marqués de Castries, fue alquilado en 1729 a Charles Armand de Gontaut-Biron por 7500 libras al año.

## Los adornos del mariscal de Castries
En 1743, el tercer hijo del marqués de Castries, Charles Eugène Gabriel de La Croix de Castries (1727-1801), futuro mariscal de Francia, se hizo cargo del hotel familiar y se mudó allí poco antes de su matrimonio con Gabrielle Isabeau Thérèse de Rozet. de Rocozel de Fleury, hija del primer duque de Fleury.
En 1761, la herencia de su tío, el mariscal de Belle-Isle, trajo a Charles de Castries una gran fortuna. Puede emprender grandes obras de decoración de interiores encomendadas al escultor de madera Jacques Verberckt . También mandó construir a Jacques-Antoine Payen el portal de la calle, fechado en 1762, conservado, y que une los dos cuerpos de los edificios por un alto muro rematado por una balaustrada.
A partir de 1778, el pequeño hotel en Castries, ubicado en el sitio del actual número 76 de la rue de Varenne, fue alquilado por el mariscal de Castries al duque de Guines, suegro de su hijo.

## Los trabajos del segundo duque de Castries
Fue saqueado durante la Revolución Francesa, el 13 de noviembre de 1790, incautados como propiedad de emigrantes y asignados al Ministerio de Guerra.
Stendhal, que frecuentaba el lugar, da una precisa descripción del mismo en dos de sus obras : The Red and the Black, en 1830, y Life of Henry Brulard, entre 1835 y 1836, donde vemos a Julien Sorel aquí.
En 1842, a la muerte de su padre, Edmond, segundo duque de Castries, emprendió importantes obras de restauración, que se encontraba en muy mal estado, y de transformación, bajo la dirección de Joseph-Antoine Froelicher entre 1843 y 1863, luego Clément Parent, quien dirigió la obra hasta la muerte del duque en 1866.
Son estas obras las que le dan su aspecto actual.
Desde 1851, el duque de Castries toma arrendatarios: el Clermont-Tonnerre y el La Rochefoucauld - Liancourt ocupan el ala izquierda ; a principios del Segundo Imperio, los Lestrade, los Saint-Aignans, los Laguiches y el Conde de Beaumont tenían apartamentos en el Hôtel de Castries.

## El Hôtel de Castries después de Castries
Cuando murió el segundo duque de Castries, el hotel pasó a manos de su sobrino Edmond Charles Auguste de La Croix de Castries. A su muerte en 1886, su viuda se volvió a casar con el vizconde Emmanuel d'Harcourt, quien vendió el Hôtel de Castries a Louise Lebeuf de Montgermont, nieta de Louis Lebeuf, propietario de la fábrica de loza de Creil. -Montereau y regente de la Banco de Francia.
Louise Lebeuf de Montgermont se casó con el príncipe Louis Antoine Marie de Broglie-Revel). Vivieron aquí con su hija Madeleine Marie Joséphine Louise, de su matrimonio Condesa de La Roche-Aymon, mientras que el Conde de Castellane alquiló la planta baja y el jardín a partir de 1936.

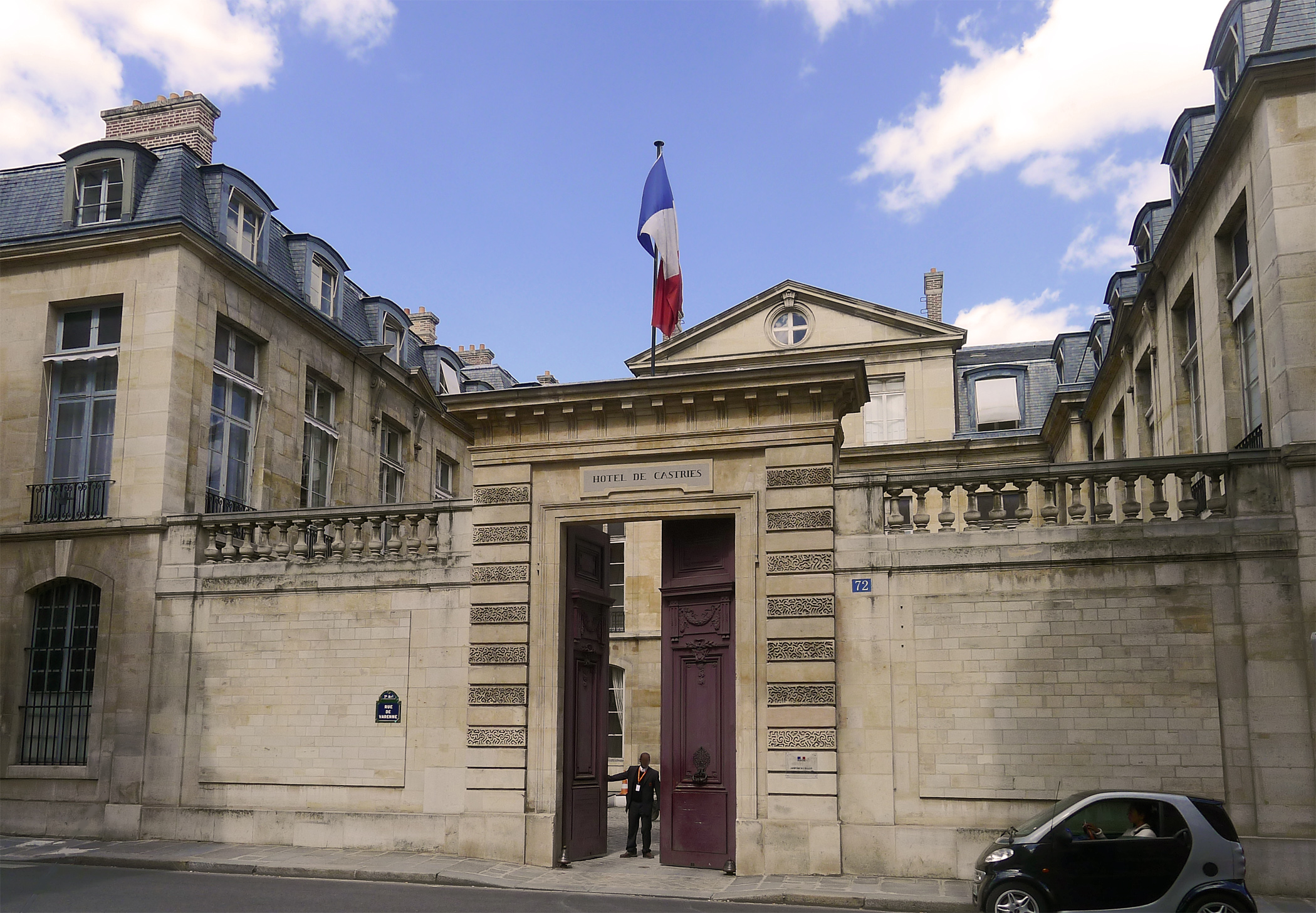
El Hôtel de Castries en 2013 visto desde la rue de Varenne.

En 1946, los Estates requisaron el hotel para albergar el Ministerio de Agricultura. Se sucederán varios ministerios, entre ellos el de la Función Pública, el de Vivienda y Ciudad o el Ministerio del Espacio Rural y Ordenación del Territorio que lo ocupa hasta 2010.
Fue catalogado como monumento histórico por orden del 16 de septiembre de 1957.

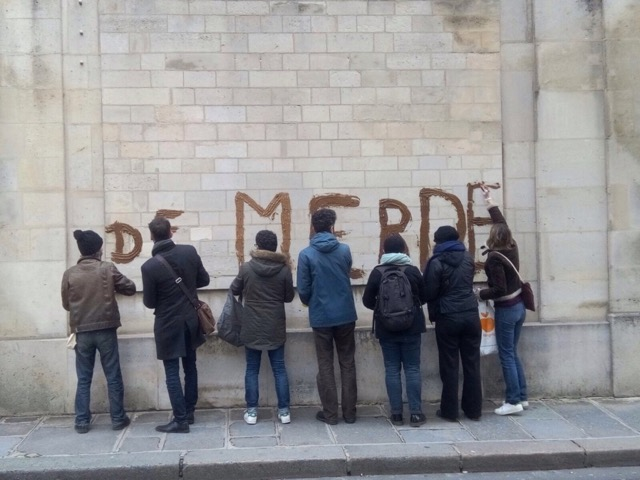
El 17 de diciembre de 2017, activistas por la acogida de inmigrantes etiquetaron la fachada del Hôtel de Castries para denunciar las políticas de acogida en Francia.

Desde noviembre de 2010 hasta las elecciones presidenciales de 2012, albergó las oficinas del Ministerio de Solidaridad y Cohesión Social, desde mayo de 2012 a febrero de 2016, albergó las oficinas del Ministerio de Igualdad Territorial y Vivienda, luego las del Ministerio de Ordenación del Territorio, Ruralidad y Autoridades Locales de febrero de 2016 a mayo de 2017. Desde mayo de 2017 , alberga el Ministerio de Cohesión Territorial. El 16 de diciembre de 2017, la fachada fue pintada por activistas de asociaciones en defensa de los inmigrantes del norte de París que escriben en mayúsculas grandes "ACCUEIL DE MERDE" para denunciar las condiciones de vida de los inmigrantes en Francia.
Durante el invierno de 2018-2019, el ministerio se mudó y parte de los edificios albergó a 35 personas sin hogar.
Desde agosto de 2022 alberga las oficinas del portavoz del ministro delegado para la Renovación Democrática, portavoz del Gobierno , Olivier Véran.